# Spin Aqua
Spin Aqua est un groupe de rock japonais composé du guitariste K.A.Z et de la chanteuse ANNA (Anna Tsuchiya), actif de 2002 à 2004.

## Présentation
K.A.Z forme Spin Aqua en 2002, après la séparation de son groupe Oblivion Dust. C'est la première expérience de chanteuse d'ANNA, alors âgée de 18 ans et mannequin de mode. Le groupe sort son premier single en fin d'année, sur le label Ki/oon Music (en) de Sony Music Japan, puis deux autres en 2003, suivis d'un album et d'une vidéo. La même année, K.A.Z devient en parallèle le guitariste du chanteur Hyde, et Spin Aqua cesse ses sorties, avant d'être officiellement dissout l'année suivante à la suite de la grossesse d'ANNA.
K.A.Z continue alors sa carrière avec Hyde, avec qui il formera le groupe VAMPS en 2008 après avoir reformé Oblivion Dust en parallèle en 2007. De son côté, ANNA recommence à sortir des disques à partir de 2005, en solo sous son nom complet : Anna Tsuchiya. Les deux artistes se retrouvent en 2012, d'abord pour enregistrer le titre Sail Away sur l'album 9 Gates for Bipolar d'Oblivion Dust, puis au sein du groupe temporaire Halloween Junky Orchestra.

## Discographie
Singles
Album
Vidéo